# Canton de Colombes-Nord
Le canton de Colombes-Nord est une ancienne division administrative française située dans le département des Hauts-de-Seine et la région Île-de-France.
Créé en 1967, elle est démembrée par le redécoupage électoral de 1984, créant à sa place les cantons de Colombes-Nord-Est et de Colombes-Nord-Ouest.

## Histoire

### Département de la Seine
Le canton de Colombes du département de la Seine (arrondissement de Saint-Denis, comprenant les communes de Colombes et Bois-Colombes, a été créé  par la loi du 14 avril 1908, par scission du canton de Courbevoie, après la création de la commune de Bois-Colombes par la loi du 13 mars 1896 qui réduit d'autant le territoire de Colombes.
Il est supprimé lors de la création du département des Hauts-de-Seine, et son territoire réparti entre les cantons de Bois-colombes, Colombes-Sud et Colombes-Nord.

### Département desHauts-de-Seine
Dans le cadre de la mise en place du département des Hauts-de-Seine, le canton de Colombes-Nord, comprenant lune partie de la commune de Colombes, est créé par le décret du 20 juillet 1967.
Le canton est supprimé par le décret du 24 décembre 1984 créant à sa place le canton de Colombes-Nord-Ouest et le Canton de Colombes-Nord-Est.

## Représentation

### Conseillers généraux de laSeine
Conseillers généraux des trois anciens cantons de Colombes
1re circonscription (Colombes), créée en 1908, par division de l'ancien canton de Courbevoie
| Période                                  | Période | Identité        | Étiquette | Qualité |
| ---------------------------------------- | ------- | --------------- | --------- | --- |
| Les données manquantes sont à compléter. |         |                 |           | |
| 1908                                     | 1919    | Hector Molinié  | Rad.      | Médecin Vice-président du Conseil général de la Seine (1910 → 1911) Député de la Seine (1919 → 1928)                                                           |
| 1919                                     | 1925    | Jean Bonal      | Modéré    | Négociant en vins Premier maire de La Garenne-Colombes (1910 → 1933) Officier de la Légion d'honneur Conseiller général de la 2e circonscription (1925 → 1933) |
| 1925                                     | 1929    | Maurice Chavany | Rad.ind.  | Architecte Maire de Colombes (1921 → 1935) |
| 1929                                     | 1935    | Charles Millot  | Rad.      | |
| 1935                                     | 1940    | Henri Neveu     | PCF       | Reporter-photographe Conseiller municipal de Colombes |
| 1945                                     | 1967    | Henri Neveu     | PCF       | Maire honoraire de Colombes (1965) |

2e circonscription (Bois-Colombes, La Garenne-Colombes)
| Période                                  | Période          | Identité       | Étiquette | Qualité |
| ---------------------------------------- | ---------------- | -------------- | --------- | --- |
| Les données manquantes sont à compléter. |                  |                |           | |
| 1925                                     | 11 décembre 1933 | Jean Bonal     | RG        | Négociant en vins Premier maire de La Garenne-Colombes (1910 → 1933) Officier de la Légion d'honneur Conseiller général de la 1re circonscription (1919 → 1925) Décédé en fonction |
| 1934                                     | 1935             | Édouard Fillon | RG        | Maire de Bois-Colombes |
| 1935                                     | 1940             | René Casalis   | Rad.ind.  | Médecin, adjoint au maire de La Garenne-Colombes |

3ème circonscription
| Période                                  | Période | Identité       | Étiquette | Qualité                                                                                           |
| ---------------------------------------- | ------- | -------------- | --------- | ------------------------------------------------------------------------------------------------- |
| Les données manquantes sont à compléter. |         |                |           |                                                                                                   |
| 1934                                     | 1940    | Édouard Fillon | RG        | Assureur Maire de Bois-Colombes (1931 → 1944) Membre du Conseil national du Gouvernement de Vichy |

### Conseillers généraux desHauts-de-Seine
Le canton de Colombes-Nord a existé de 1967 à 1985 :
| Période | Période | Identité          | Étiquette | Qualité |
| ------- | ------- | ----------------- | --------- | --- |
| 1967    | 1973    | Dominique Frelaut | PCF       | Ouvrier métallurgiste Maire de Colombes (1965 → 2001) Député des Hauts-de-Seine (1973 → 1986 et 2001 → 2002) Conseiller général de Colombes-Sud (1976 → 1982) Chevalier de la Légion d'honneur |
| 1973    | 1985    | Pierre Sotura     | PCF       | Ébéniste puis métallurgiste Conseiller général de Colombes-Nord-Ouest (1985 → 2004) Trésorier du PCF (1982 → 1990) Maire de L'Île-Saint-Denis (1965 → 1971)                                    |

## Composition
Le canton de Colombes-Nord était constitué, aux termes du décret de 1967 et selon la toponymie de l'époque, par le nord et le nord-est de la commune de Colombes délimité « par l'axe de la rue Colbert (jusqu'à la rue d'Estienne-d'Orves), l'axe des rues d'Estienne-d'Orves, Gabriel-Peri et de Verdun, l'axe du boulevard de Valmy (jusqu'au boulevard Gambetta), l'axe du boulevard Gambetta, de la rue du Progrès, du boulevard Marceau et de l'avenue de Stalingrad, jusqu'à la limite de la commune d'Asnières ».

## Démographie
Lors des élections de 2004, le canton comptait 24 606 habitants.

## Pour approfondir